# Исламгулово (Мелеузовский район)
Исламгу́лово (баш. Исламғол) — деревня в Мелеузовском районе Республики Башкортостан Российской Федерации. Входит в состав Араслановского сельсовета.

## География

### Географическое положение
Находится на берегу реки Белой.
Расстояние до:
- районного центра (Мелеуз): 9 км,
- центра сельсовета (Смаково): 4 км,
- ближайшей ж/д станции (Мелеуз): 9 км.

## Население
| 2002 | 2009 | 2010 |
| ---- | ---- | ---- |
| 57   | ↗87  | ↘48  |

Национальный состав
Согласно переписи 2002 года, преобладающая национальность — башкиры (96 %).